# 楊浦大劇院
楊浦大劇院是一個位於中華人民共和國上海市楊浦區控江路1155号的一個劇院，於1996年9月12日开幕。當時占地面积3400平方米（一說約约6000余平方米），建筑面积约10000平方米。2018年2月，上海市杨浦区文化和旅游局与上海大剧院签署战略合作框架协议，決定對杨浦大剧院進行改建，改建後的劇院更名为YOUNG剧场，将由上海大剧院进行运营管理。改建后的剧场总建筑面积约8793平方米，包含一个1020座的主剧场和一个168座的小剧场。YOUNG剧场的YOUNG發音同「杨」（楊浦區），英文的意思是「年轻」。YOUNG剧场於2019年9月起開始建設，2021年年底竣工，同年11月13日首次公開亮相，2022年3月開始試運營。2022年9月2日，YOUNG剧场正式開始運營。